# Hungerbrunnen

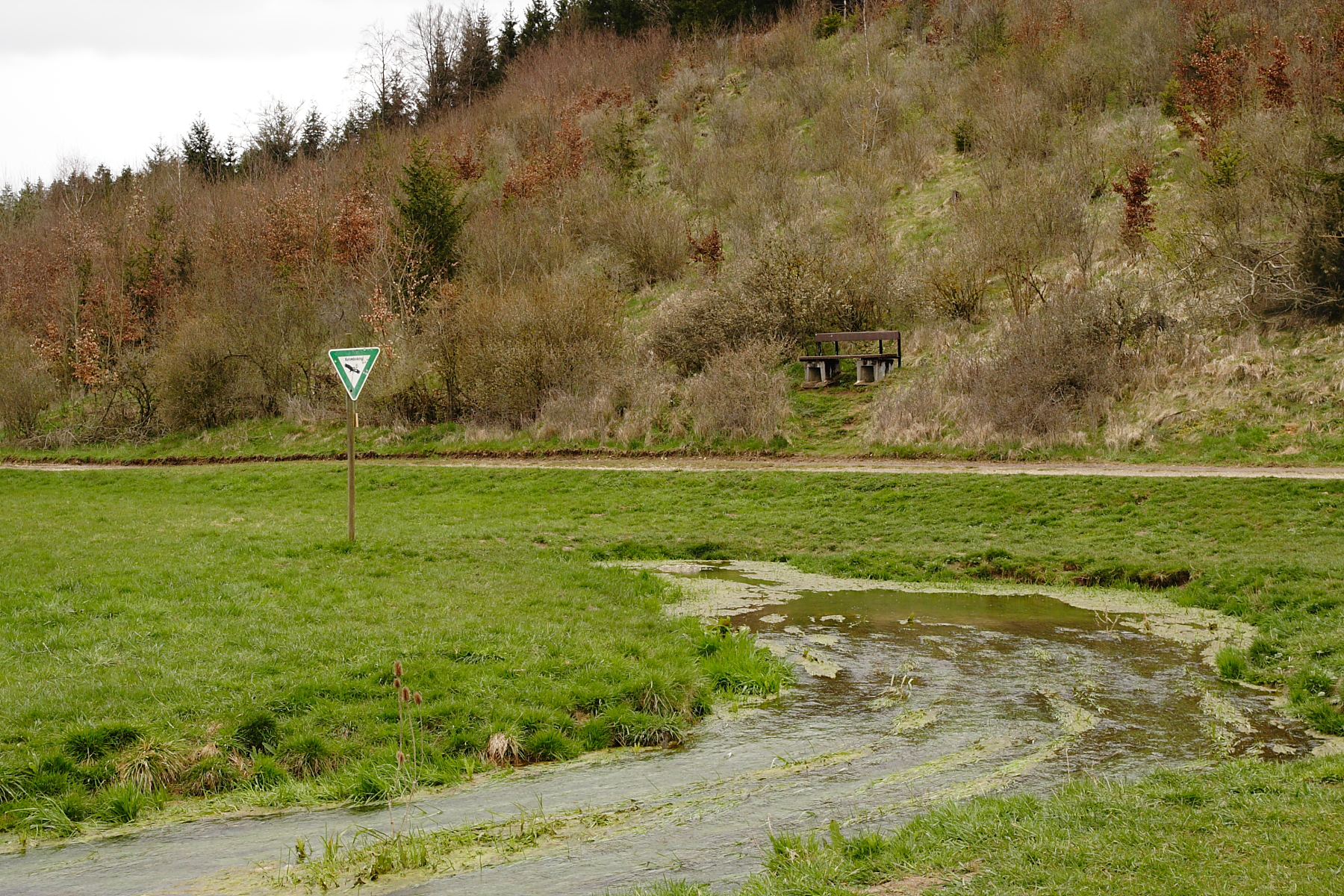
Hungerbrunnen in Heldenfingen im April 2008

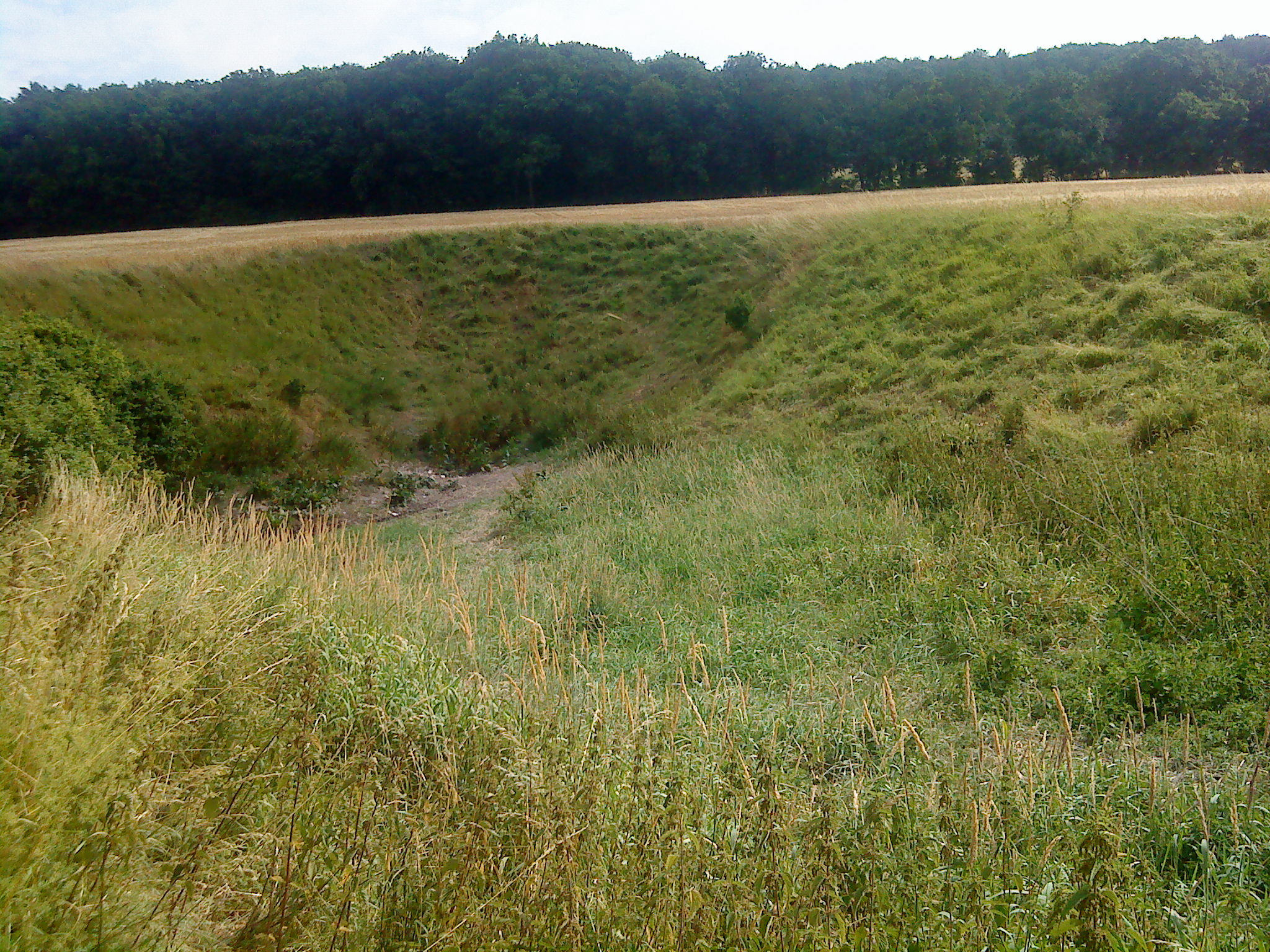
Kirschensoog im Juli 2010

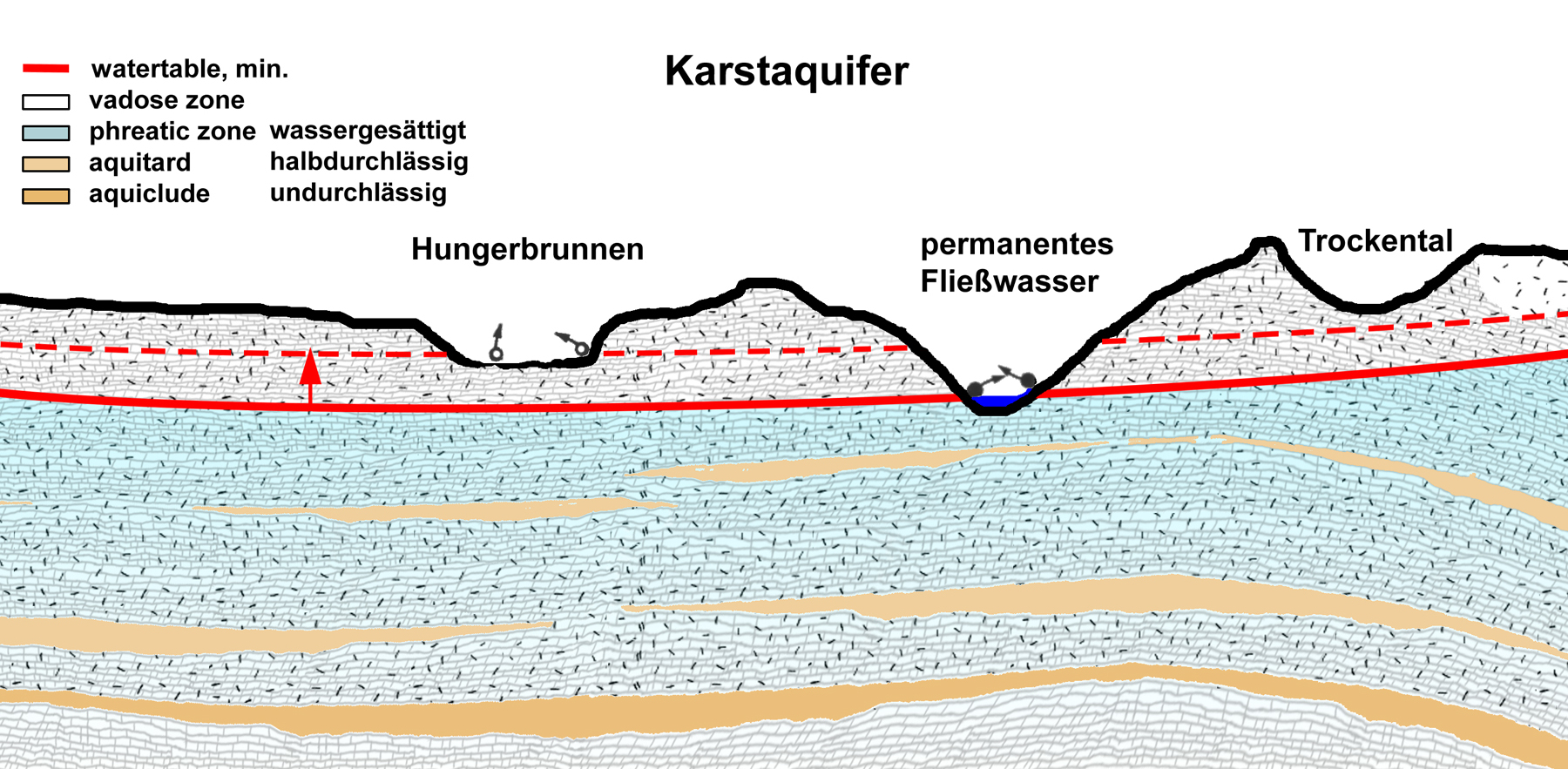
Taltypen im Karst: trocken, dauerhafte und intermittierende Quellen

Als Hungerbrunnen oder Hungerquelle wird meist eine episodisch, also nur nach besonders großen Niederschlagsmengen schüttende Karstquelle bezeichnet.

## Geschichte
In vielen der zwischen 1824 und 1886 veröffentlichten Beschreibungen der Oberämter von Württemberg ist der Hungerbrunnen ein obligatorischer Gliederungspunkt, der auch aufgeführt wird, wenn in einem Oberamt keine periodischen Quellen bekannt sind. In der unregelmäßigen Schüttung dieser Quellen wurde ein Menetekel gesehen, man glaubte, dass sie Hungersnot, Misswuchs, Teuerung oder Kriegsgefahr ankündigten. Das alte Sprichwort: „In einem trockenen Jahr verderbe kein Bauer, aber in einem nassen“, drückt die gleichen, in Jahrhunderten beobachteten Zusammenhänge aus.

## Beispiele
- Hungerbrunnen bei Gerstetten in Baden-Württemberg
- Hungerbrunnen bei Oberkochen
- Leerausquelle in Königsbronn
- Kirschensoog bei Wallmoden in Niedersachsen
- Schenne in Dannheim (Thüringen)
- Spittelbrunnen bei Mühlhausen in Thüringen
- Stierfessel bei Ebensfeld in Bayern
- Hungerquelle bei Walzbachtal-Wössingen in Baden-Württemberg